# Richard Norton (Rebell)
Richard Norton (* 1498 in England; † 1588 in Spanien) war ein englischer Sheriff und katholischer Aufständischer. 

## Leben
1536 war Norton in seiner Eigenschaft als Sheriff von Yorkshire an der Pilgrimage of Grace beteiligt. 1569 schloss er sich den Earls of Northumberland und Westmoreland bei der Northern Rebellion an. Gemeinsam mit sieben seiner elf Söhne versuchte er erfolglos, die schottische Königin Maria I. Stuart aus ihrer Haft in Tutbury zu befreien. Er musste nach Schottland und von dort nach Flandern flüchten, wo er vom spanischen König Philipp II. eine Rente erhielt, bis er im Exil starb.

## Northern Rebellion
1569 kam es zu einer großen Rebellion, bekannt als die Northern Rebellion, die von Thomas Howard, 4. Duke of Norfolk, Carl Neville, 6. Earl von Westmoreland und Thomas Percy, 7. Earl von Northumberland angeführt wurde. Papst Pius V. half der katholischen Rebellion, indem er Königin Elisabeth I. Tudor exkommunizierte und sie für abgesetzt erklärte. Die Päpstliche Bulle wurde erst nach ihrer Ankunft in England 1570 veröffentlicht, nachdem die Rebellion schon unterdrückt worden war. Nachdem die Bulle aber veröffentlicht war, beendete Elisabeth ihre Politik der religiösen Toleranz. Sie begann vielmehr, ihre religiösen Widersacher zu verfolgen, was zu verschiedenen Verschwörungen führte, die alle das Ziel hatten, sie abzusetzen.